# Кръстьо Михайловски
Кръстьо (Кръстю) Недев Михайловски е български лекар.

## Биография
Кръстю Михайловски е роден в 1866 година в битолското село Велмевци, тогава в Османската империя, днес в Северна Македония. Завършва медицина в Киев в 1893 година.
Почетен член на Дружеството за подпомагане на бедни студенти при Софийския университет. Главен лекар в санаториума в село Искрец от неговото създаване през 1908 година.
Участва в Първата световна война като д-р; санитарен полковник, дивизионен лекар на щаба на Девета пехотна дивизия. За бойни отличия и заслуги във войната е награден с народен орден „За военна заслуга“, IV степен.
На 13 декември 1925 година е избран за председател на Демирхисарското благотворително братство.
През 1936 година отново влиза в управителното тяло на Демирхисарското братство.
Женен е за сестрата на Донка Каранджулова, Мария Крайчова, дъщеря на революционера Тоне Крайчов. Синът им Антон е осиновен от Донка Каранджулова и мъжа ѝ Иван Каранджулов.